# Kyra Constantine
Kyra Cheresse Constantine (* 1. August 1998 in Toronto) ist eine kanadische Leichtathletin, die im Sprint antritt und sich auf die 400-Meter-Distanz spezialisiert hat.

## Sportliche Laufbahn
Erste internationale Erfahrungen sammelte Kyra Constantine im Jahr 2014, als sie bei den Olympischen Jugendspielen in Nanjing in 53,70 s den siebten Platz im 400-Meter-Lauf belegte. Im Jahr darauf gelangte sie bei den Jugendweltmeisterschaften in Cali mit 52,44 s auf den vierten Platz und gewann mit der kanadischen Mixed-Staffel über 4-mal 400 Meter in 3:23,60 min die Bronzemedaille. 2016 begann sie ein Studium an der University of Southern California in Los Angeles. Bei den U20-Panamerikameisterschaften 2017 in Trujillo gewann sie in 52,63 s die Bronzemedaille über 400 Meter und sicherte sich in 3:33,19 min die Silbermedaille mit der 4-mal-400-Meter-Staffel der Frauen. 2018 wurde sie NCAA-Meisterin mit den USC Trojans. Im Jahr darauf siegte sie in 51,51 s bei den U23-NACAC-Meisterschaften in Santiago de Querétaro im Einzelbewerb über 400 Meter und gewann in der Mixed-Staffel in 3:22,43 min die Bronzemedaille hinter den Teams aus Jamaika und den Vereinigten Staaten. Anschließend klassierte sie sich bei den Panamerikanischen Spielen in Lima mit 51,99 s auf dem fünften Platz im Einzelbewerb und gewann mit der Frauenstaffel in 3:27,01 min gemeinsam mit Natassha McDonald, Aiyanna Stiverne und Sage Watson die Silbermedaille hinter dem US-amerikanischen Team. 2021 qualifizierte sie sich für die Olympischen Sommerspiele in Tokio und gelangte dort bis ins Halbfinale, in dem sie mit 51,22 s ausschied und mit der Staffel verpasste sie mit 3:21,84 min als Vierte eine Medaille.
2022 startete sie mit der Staffel bei den Hallenweltmeisterschaften in Belgrad und verpasste dort mit 3:31,45 min den Finaleinzug. Im Juli belegte sie bei den Weltmeisterschaften in Eugene in 3:25,18 min im Finale den vierten Platz mit der Staffel und gelangte bei den Commonwealth Games in Birmingham mit 51,75 s auf den sechsten Platz über 400 Meter aus und siegte in 3:25,84 min gemeinsam mit Natassha McDonald, Aiyanna Stiverne und Micha Powell im Staffelbewerb. Daraufhin wurde sie bei den Leichtathletik-NACAC-Meisterschaften in Freeport in 52,29 s Achte über 400 Meter. Im Jahr darauf schied sie bei den Weltmeisterschaften in Budapest mit  52,28 s in der ersten Runde über 400 Meter aus und belegte mit der Staffel in 3:22,42 min den vierten Platz.
2019 wurde Constantine kanadische Meisterin im 400-Meter-Lauf.

## Persönliche Bestleistungen
- 400 Meter: 50,87 s, 12. Juni 2021 in Eugene
  - 400 Meter (Halle): 52,14 s, 14. Februar 2019 in Clemson